# Rancheria (fiume Canada)
Il Rancheria è un fiume del Canada, lungo circa 150 chilometri. Esso nasce sui Monti Cassiar, nello Yukon e poi confluisce nel fiume Liard.